# Euglossa dilemma
Euglossa dilemma är ett nyupptäckt orkidébi som förekommer i Centralamerika och södra Nordamerika. Arten betraktades tidigare som en variant av Euglossa viridissima, men det har sedan visat sig att denna art egentligen bör betraktas som ett komplex av två arter, E. dilemma och E. viridissima.

## Beskrivning
Euglossa dilemma har en kroppslängd på omkring 13 mm, en glänsande metallgrön färg och en mycket lång tunga. Likt alla orkidébin har hanarna det bakre skenbenet förstorat, för att tjäna som förråd för de doftämnen de samlar in. Som de flesta bin (med undantag för de gaddlösa bina) har honorna en fungerande gadd, men giftet är svagt och inte särskilt smärtsamt (även om de likt alla bin utom honungsbina kan sticka flera gånger). Som vanligt bland orkidébina är arten en skicklig flygare.
Arten och dess förväxlingsart E. viridissima är mycket lika; den främsta skillnaden är att hanen hos E. viridissima har två tänder (= taggar) på mandiblerna, medan E. dilemma-hanen har tre. Någon gång händer det att även E. viridissima-hanen har tre tänder, men den tredje tanden är då inte centrerad som hos E. dilemma.

## Ekologi
Biet förekommer på många olika habitat som stränder, lövskog, parker och trädgårdar.
Artens ursprungsområde är Centralamerika där hanarna, som alla orkidébin, samlar doftämnen från orkidéer för att tillverka sina feromoner, som man antar de använder för att locka till sig honor för parning. Den har emellertid migrerat norrut till södra Florida, där det inte finns några orkidéer. Hanarna har då börjat samla doftämnen från andra blommande växter, som basilika och Stemmadenia littoralis (Stemmadenia är ett släkte i familjen oleanderväxter). Hanen kan även få material till sina feromoner från ruttnade trä och kåda. Båda könen hämtar nektar från växter som Senna mexicana i sennasläktet, Ruellia brittoniana (Ruellia är ett släkte i familjen akantusväxter), gul trumpetbuske, Hamelia patens (Hamelia, ett släkte i familjen måreväxter), kostussläktet samt spikklubbesläktet.

### Fortplantning
Euglossa dilemma är ett solitärt bi; varje hona konstruerar sitt eget bo. Det förläggs i allahanda slutna utrymmen, och kan bestå av upp till 20 celler tillverkade av propolis. Varje cell innehåller en larv som matas med nektar och pollen av modern.

## Utbredning
Arten förekommer från södra Florida i norr (dit den nyligen har migrerat) över Mexiko från delstaterna Querétaro och Jalisco söderut till Costa Rica.